# Griffon (Busch Gardens Williamsburg)
Griffon in Busch Gardens Williamsburg (Williamsburg, Virginia, USA) ist eine Stahlachterbahn vom Modell Dive Coaster des Herstellers Bolliger & Mabillard, die am 25. Mai 2007 offiziell eröffnet wurde. Am 1. Mai 2018 eröffnete im südkoreanischen Gyeongju World mit Draken eine baugleiche Anlage, allerdings mit achtsitzigen Reihen, anstatt zehnsitzigen Reihen.
Sie war bis zur Eröffnung von Valravn im Cedar Point die höchste und schnellste Achterbahn ihres Typs, gefolgt von ihrer Schwester SheiKra in Busch Gardens Africa. Ursprünglich hatte Griffon zwei andere Namen - IronEagle und Volture - bevor sich Busch Gardens für den Namen Griffon entschied. Griffon hat The LeMans Raceway ersetzt, eine der ursprünglichen Attraktionen des Parks. Sie ist die vierte Achterbahn ihres Typs und die zweite, die in den USA errichtet wurde.
Griffon wurde nach einem Greif (engl.: griffin), einer mythologischen Kreatur aus halb Löwe / halb Adler, thematisiert und nicht nach einem Griffon, einer Hunderasse. Aus welchem Grund der falsche Name gewählt wurde, ist nicht bekannt. Im Bereich der Bahn befindet sich ein Inselbereich, der einige neue Geschäfte beinhaltet. Dieser befindet sich hinter dem früheren Left Bank Portrait Shop (heute Griffon Gifts), in der Nähe des Grande Gourmet Eiscremestandes und dem Dessertgeschäft. Die Bahn fährt durch diesen neuen Bereich, inklusive einer Water-Splash-Zone im Bereich des neuen Bistro 205 und einem First Drop, der unter eine Brücke führt, die über dem Boden gebaut wurde.

## Layout
Die wartenden Gäste können direkt aus der Warteschlange heraus den First Drop und den Immelmann über sich sehen, ebenso wie die Wasserfontänen, die ein Zug erzeugt, wenn er durch den benachbarten Wasserpool fährt.
Jeder Zug besteht aus drei Reihen mit jeweils zehn Sitzplätzen. Sobald man angeschnallt ist, fährt die Einstiegsplattform weg und die Gäste hören Now, prepare to enjoy the power and speed of the mythical Griffon (dt.: Machen Sie sich bereit die Kraft und die Geschwindigkeit des mythischen Greif zu genießen!). Nach einer Rechtskurve außerhalb der Station fährt der Zug bei einer Steigung von 45° mit einer Geschwindigkeit von ca. 3 m pro Sekunde in 62,5 m Höhe. Danach folgt eine weitere Rechtskurve, und die Fahrgäste erblicken das Royal Palace Theatre. Die Züge werden mittels einer Haltebremse für einige Sekunden gestoppt, bevor sie die 63 m bei 90° Gefälle hinabfahren und auf eine Geschwindigkeit von 114,3 km/h beschleunigen. Der Zug fährt danach in den Immelmann, bevor er die Linkskurve in die Blockbremse nimmt. Die Fahrgäste fahren daraufhin eine 90° steile, 39,6 m hohe Abfahrt hinab und durch einen weiteren Immelmann. Schließlich fährt der Zug in den Wasserpool. Jeder Zug produziert dabei ein anderes Wasserfontänenmuster mit einer Höhe von ca. 14 m. Zum Schluss fährt der Zug in die Bremse und in die Station.

## Züge
Die bodenlose Züge von Griffon besitzen jeweils zwei Wagen. Im ersten Wagen sind zwei Gondeln die häufig als zwei Wagen verwechselt werden. Sprich im ersten Wagen können 20 Personen sitzen und im zweiten Wagen zehn Personen. Die Fahrgäste müssen mindestens 1,37 m groß sein, um mitfahren zu dürfen. Als Rückhaltesystem kommen Schulterbügel zum Einsatz.

## Rekorde
- Der höchste Dive Coaster der Welt (63 m).
- Der schnellste Dive Coaster der Welt (114 km/h).
- Der erste bodenlose Dive Coaster der Welt.
- Der erste Dive Coaster der Welt mit zwei Immelmann-Inversionen.

## Eröffnung
Griffon wurde offiziell am 25. Mai 2007 eröffnet. Am 1., 2. und 3. Mai fand ein Event statt, an dem nur besondere Mitarbeiter die neue Bahn testen konnten. Am 16. Mai wurde die Bahn für die Presse eröffnet und am 17. Mai fand ein spezielles VIP Event statt. Am 13. Mai wurde die Bahn still eröffnet. Dabei lief die Bahn fast den ganzen Tag fast ohne Stopps. Zu Beginn war die Warteschlange sehr kurz, wurde aber im Laufe des Tages länger. Vom 18. Mai bis zum 25. Mai wurde die Bahn für eine Art Vorschauwoche eröffnet. Das Band wurde von einem Kind durchgeschnitten, das denselben Namen hat wie die Bahn. Die Wartezeit für Griffon lag am Eröffnungstag bei ca. fünf Stunden. Die hohe Wartezeit kam hauptsächlich durch technische Probleme zu Stande, wodurch die Bahn gestoppt werden musste. In den folgenden Wochen lag die Wartezeit bei ähnlich großen Warteschlangen bei einer Stunde bis ca. 1,5 Stunden.

## Griffon in den Medien
Griffon wurde in der Sendung Build It Bigger des Discovery Channels gezeigt. Die Sendung zeigte den Bau des zweiten Immelmanns und die Schwesterbahn SheiKra.

## Galerie

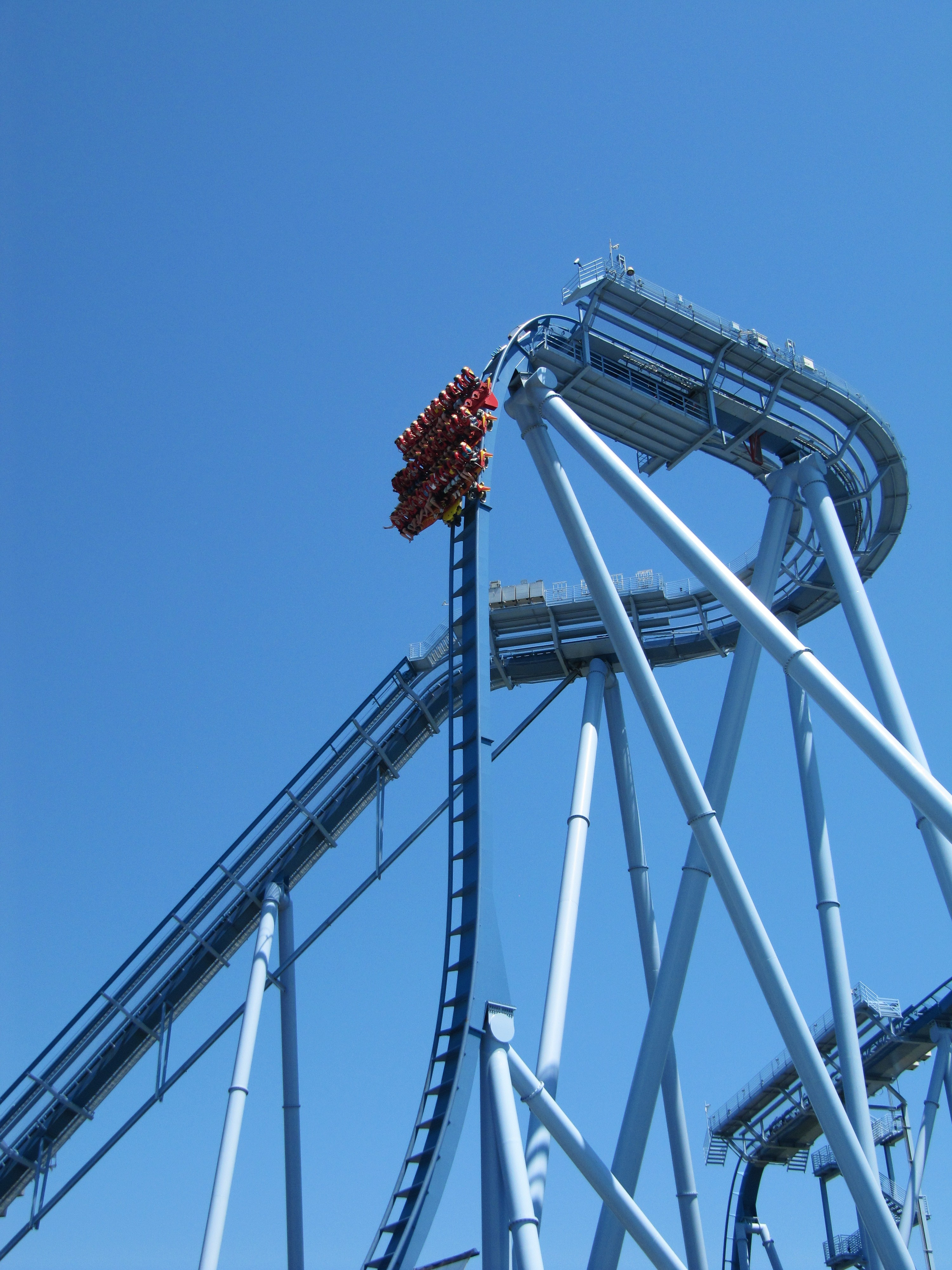
90° First Drop
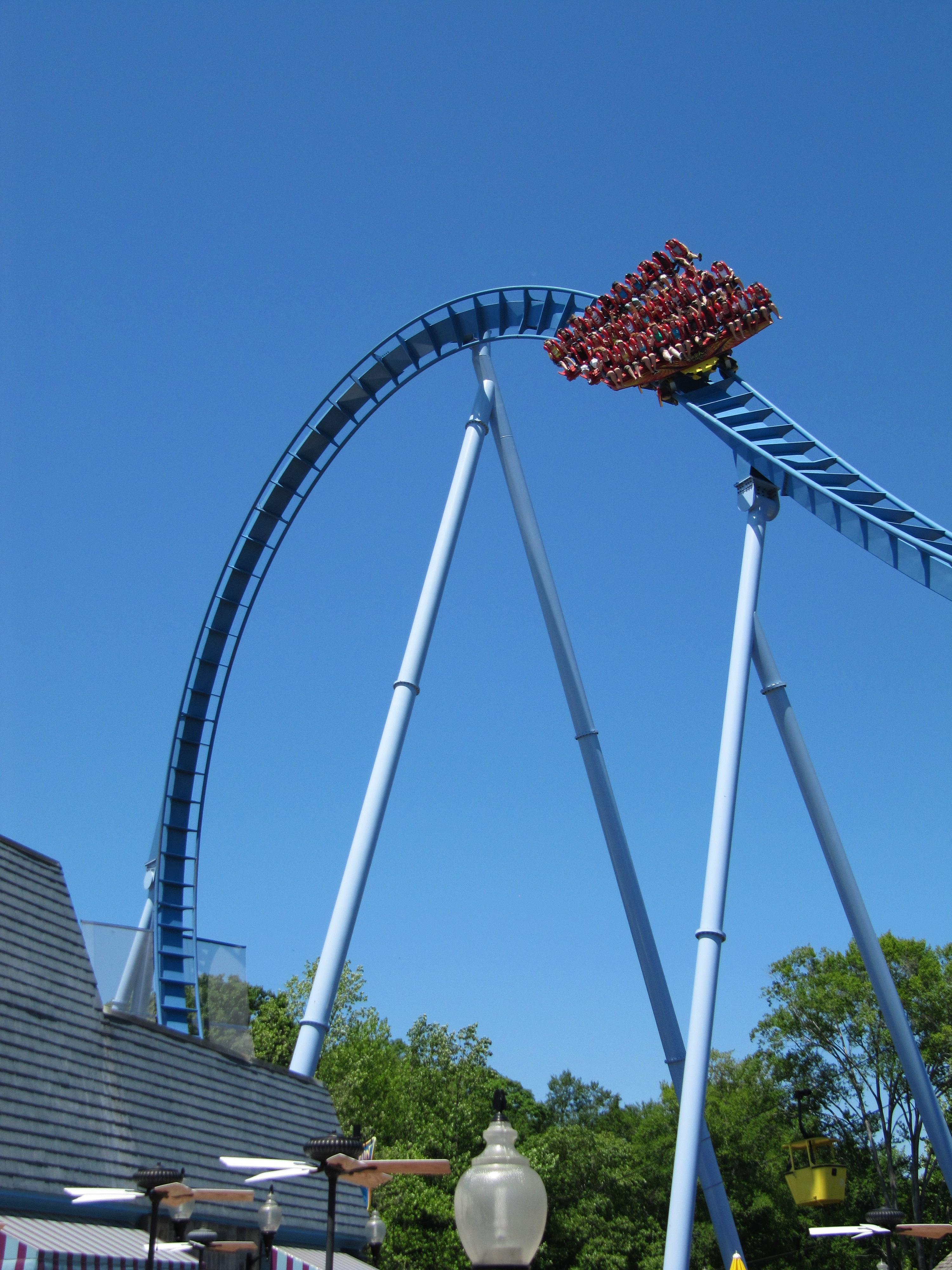
Erster 45 m hoher Immelmann
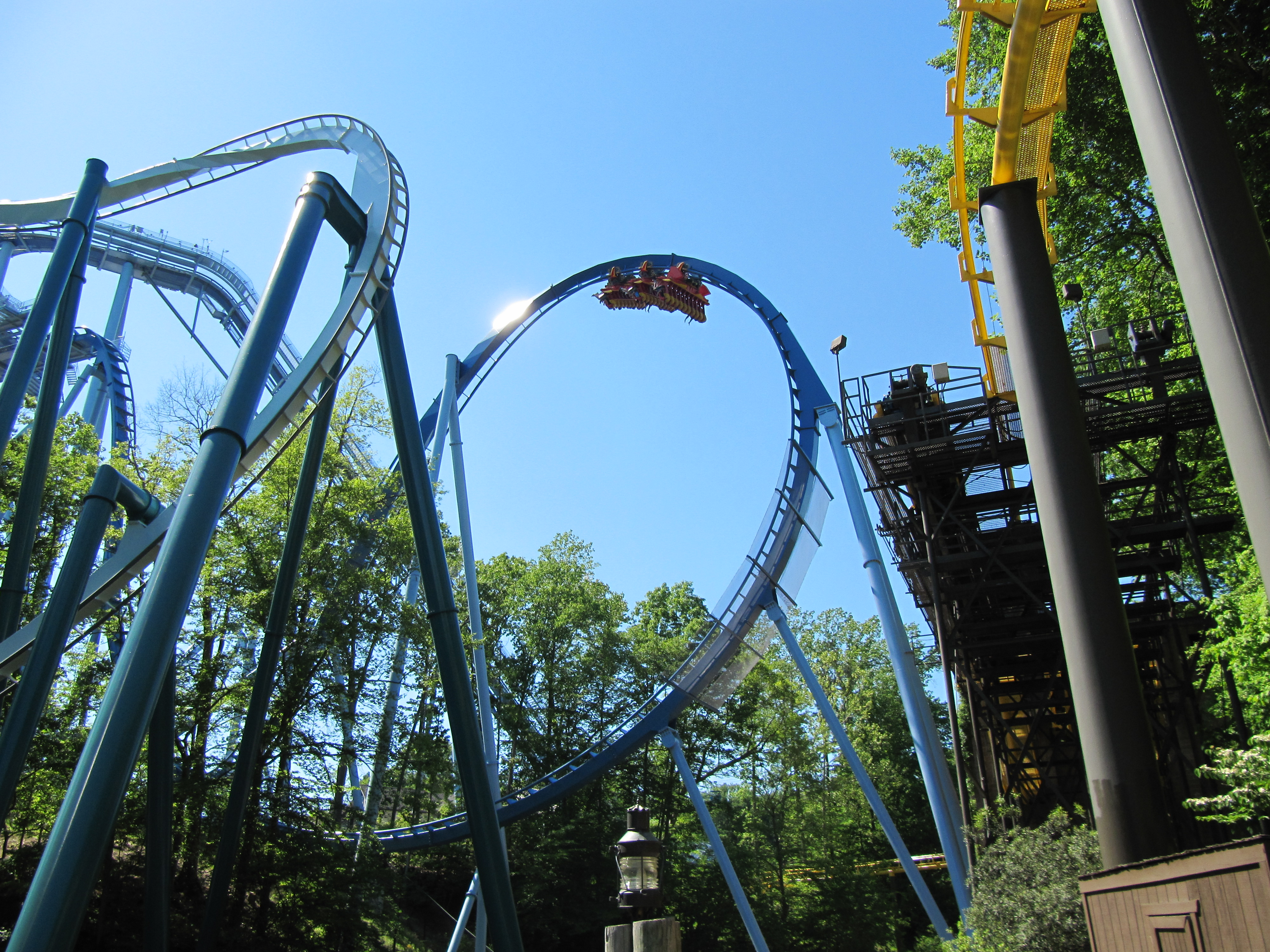
Zweiter 31 m hoher Immelmann